# شتاء السخط
شتاء السخط(بالانجليزية The Winter of Our Discontent) رواية للكاتب الأمريكي جون شتاينبك الحائز على جائزة نوبل للادب.كتبها عام 1961 . والعنوان مأخوذ من نص من شكسبير.ترجمها للعربية نور الدين مصطفى وصدرت عن مؤسسة سجل العرب سنة 1963.

## ملخص القصة
تدور القصة بشكل رئيسي حول إيثان ألين هولي، العضو السابق في الطبقة الأرستقراطية في لونغ لاند. خسر والد إيثان المتوفي ثروة العائلة، ولذلك يعمل إيثان بقالًا. تكره زوجته ماري وأولادهما وضعهم الاجتماعي والاقتصادي المتوسط، ولا يقدرون الصدق والنزاهة التي يكافح إيثان للحفاظ عليهما وسط مجتمع فاسد. تقود هذه العوامل الخارجية بالإضافة إلى الاضطرابات النفسية لدى إيثان به إلى أن يحاول تجاوز نزاهته المتأصلة من أجل استعادة وضعه الاجتماعي السابق وثروته.
يتأثر قرار إيثان في استعادة ثروته وقوته بانتقادات ونصائح الأشخاص الذين يعرفهم. تحثه إحدى معارفه (مارجي) على قبول الرشاوى، ويشجعه مدير المصرف (الذي يتهم إيثان أسلافه بأنهم سبب خسارة عائلته ثروتهم) ليكون أشد بأسًا. يعطيه صديقه جوي أمين صندوق البنك درسًا عن كيفية سرقة المصرف والهرب.
يقدم إيثان إخبارية مجهولة المصدر إلى دائرة الهجرة والتجنيس عقب اكتشافه أن مالك المتجر الحالي المهاجر الإيطالي ألفيو مارولو قد يكون مهاجرًا غير شرعي. ينقل مارولو بعد احتجازه ملكية المتجر إلى إيثان بمساعدة الموظف الحكومي الذي ألقى القبض عليه. يعطي مارولو المتجر لإيثان لأنه يعتقد أن إيثان أمين وجدير بالثقة. يرسم إيثان أيضًا خططًا للسطو على أحد البنوك في ذهنه، ويفشل في تنفيذها بسبب الظروف الخارجية فقط. يستطيع في النهاية أن يصبح نافذًا في البلدة من خلال تملكه شريطًا من الأرض يحتاجه رجال الأعمال المحليين لبناء مطار، ويحصل على الأرض من سكير البلدة وصديق طفولته المقرب داني تايلور الذي دسَّ له وصية بموجب ذلك تحت باب المتجر. كُتِبت الوصية من دون أي اتفاق شفهي في أحد الأيام بعد أن قدم إيثان لداني المال بهدف إرسال داني لتلقي العلاج من إدمانه على الكحول. أكد له داني أن السكيرين كاذبون وأنه سوف ينفق المال على الشراب، وثبت ذلك الأمر لاحقًا عندما عُثِرَ على داني ميتًا وبحوزته زجاجة ويسكي فارغة وحبوب منومة.
يستطيع إيثان بهذه الطريقة السيطرة على الصفقات السرية لرجال أعمال البلدة وسياسييها الفاسدين، ولكنه كان واثقًا من أنه لن يصبح فاسدًا. وكان يفكر في أنه على الرغم من اضطراره إلى قتل جنود العدو في الحرب لم يصبح قاتلًا بعد ذلك.
يعلم إيثان بأن ابنه قد أحرز مركز شرف في مسابقة لكتابة المقال على مستوى البلاد من خلال سرقة أعمال أدبية خاصة بالمؤلفين والخطباء الكلاسيكيين الأمريكيين، ولكن عندما يواجهه إيثان بتلك الحقيقة، ينكر الابن وجود أي إحساس بالذنب لديه، ويؤكد له على أن الجميع يغشون ويكذبون. يعزم إيثان على الانتحار بعد رؤيته الانحلال الأخلاقي في أفعال ابنه وشعوره بالذنب جراء ترحيل مارولو وموت داني. تدس ابنته التي علمت عن طريق الحدس بنواياه في جيبه طلسم العائلة في أثناء معانقتها له عناقًا طويلًا عندما يقرر إيثان الانتحار، يبحث في جيبه عن شفرات حلاقة فيجد الطلسم بدلًا منها. ويكافح من أجل الخروج من الكوة التي عزل نفسه فيها مع ارتفاع المد إليها لكي يعيد الطلسم إلى ابنته.

## الشخصيات:تقديم وتحليل
- إيثان ألين هاولي - كاتب البقوليات (بطل القصة)
- ماري هولي - زوجة إيثان
- مارجي يونغ هانت - الفاتنة وصديقة ماري
- السيد بيكر - مصرفي
- ألفيو مارولو - مهاجر إيطالي صاحب محل بقالة

تقدم رواية شتاء السخط لشخصيات معقدة تعبّر عن الصراعات النفسية والاجتماعية في المجتمع الأمريكي في فترة ما بعد الحرب. الشخصية المحورية هي إيثان ألين هولي، الذي يمثل الإنسان العادي الذي يجد نفسه ممزقًا بين النزاهة التي تربى عليها والرغبة في استعادة مكانته الاجتماعية الضائعة. إيثان ليس بطلاً مثاليًا، بل شخصية تحمل في طياتها تناقضات داخلية تجعله واقعيًا وقريبًا من القارئ، فهو يحاول الحفاظ على مبادئه لكنه يتعرض لضغوط كبيرة من محيطه تدفعه إلى الانزلاق نحو الفساد والخداع. هذا الصراع الداخلي بين الخير والشر يشكل جوهر الرواية.ثم تأتي شخصية ماري هولي، زوجة إيثان، لتعكس الطموح والرفض للوضع الاجتماعي المتوسط الذي يعيشونه، فهي تمثل الضغط العائلي والاجتماعي الذي يحث إيثان على التنازل عن مبادئه. يظهر من خلالها تأثير البيئة والمحيط على اتخاذ القرارات الأخلاقية، حيث تمثل الرغبة في تحسين الوضع المادي أداة دفع نحو الانحراف.أما مارجي يونغ هانت، فهي شخصية محفزة لإيثان، تشجعه على المضي قدمًا في قبول الرشاوى والتخلي عن المبادئ التقليدية. يمكن اعتبارها رمزًا للعالم الفاسد الذي يحيط بإيثان ويُبرر له أفعاله الخاطئة.ثم ألفيو مارولو المهاجر الإيطالي وصاحب المتجر، يمثل البساطة والنزاهة رغم ظروفه الصعبة، وهو الشخصية التي تثبت أن الطيبة والصدق يمكن أن توجد في عالم معقد ومليء بالمشاكل. أما الصديق داني تايلور، فهو رمز الضعف الإنساني والاعتماد على الكحول كملاذ، وموته يشكل نقطة تحول مهمة في الرواية تعكس نتائج الفساد والتدهور الأخلاقي.أخيرًا، يظهر ابن إيثان كشخصية تمثل الجيل الجديد الذي يفتقر إلى الحس الأخلاقي ويبرر الغش والكذب كوسيلة للنجاح، مما يعمق أزمة البطل ويزيد من إحساسه باليأس. بهذا، تكشف الشخصيات في *شتاء السخط* عن طبقات المجتمع المتعددة وتعكس الصراعات الأخلاقية التي تواجه الإنسان في مواجهة ضغوط المال والسلطة والعائلة.

## السمات
أحد الموضوعات الرئيسية الموجودة في شتاء السخط هو تأثير الضغط المجتمعي. في بداية الرواية، كان إيثان هولي غير سعيد بوظيفته كموظف بقالة، لكن شكاوى زوجته وأطفاله حول وضعهم الاجتماعي والاقتصادي هي التي تدفع شخصيته لتغيير معتقداته حول الثروة والسلطة. كما أنه يتأثر بمعارفه المقربين الذين يشجعونه على قبول الرشاوى والتحدث بطرق تشير إلى أن المال هو أهم شيء في حياتهم.
يُجسد صديق إيثان المصرفي جوي مورفي مدى أهمية المال بقوله «مدخلك الوحيد هو المال» (144)، و «ننحني جميعًا لعملة الإله العظيم» (132). دارت حياة هذا الرجل حول المال وجني المزيد منه. لاحقًا في الرواية، يخطط إيثان لسرقة بنك وكان سيتصرف وفقًا لها لولا إلهاء اللحظة الأخيرة. في حالة الأرض مع داني، يلعب إيثان دور الصديق اللطيف، لكنه في النهاية يتلقى قطعة الأرض المهمة التي كان الرجال الآخرون يتنافسون عليها أيضًا. يلحق جشعه وشهوته بالسلطة إيثان في نهاية الرواية عندما يدرك أن ابنه مسروق في مسابقة «لماذا أحب أمريكا». لكن غرض الابن من دخول المسابقة لم يكن إظهار الحب لبلده، بل الحصول على مكافآت مادية منها مثل مشاهدة ورحلة، بالإضافة إلى الظهور على شاشة التلفزيون (الفصول 5، 11، 21). إيثان مذنب لأفعاله ونتيجة لذلك، يصبح انتحاريًا.

## الترجمة العربية
- شتاء السخط - دار آفاق، ترجمة: نور الدين مصطفى.[9]
- حين فقدنا الرضا - دار المدى، ترجمة: سميرة عزام.[10]
- شتاء الأحزان - روايات الهلال.[11]